# Matthias Zschokke
 (janvier 2020).
Si vous disposez d'ouvrages ou d'articles de référence ou si vous connaissez des sites web de qualité traitant du thème abordé ici, merci de compléter l'article en donnant les références utiles à sa vérifiabilité et en les liant à la section « Notes et références ».
Matthias Zschokke (né à Berne le 29 octobre 1954) est un romancier et dramaturge suisse de langue allemande.

## Biographie
Après une formation d’acteur à la Schauspielschule de Zurich, Matthias Zschokke a été engagé chez Peter Zadek au Schauspielhaus Bochum. Depuis 1980, Zschokke vit et travaille à Berlin, une ville qui est très présente dans son œuvre. Il est l’auteur de neuf volumes de prose (romans, nouvelles), huit pièces de théâtre, et trois films.
Matthias Zschokke écrit des pièces de théâtre dont Les éléphants ne peuvent pas faire de cabrioles parce qu'ils sont trop gros - ou n'en auraient-ils pas envie ?, comédie en cinq actes (Berlin, 1983 ; en français en 1999) ou Die Alphabeten (1994).
Il est aussi romancier avec des titres comme Max, son premier roman publié en 1982, traduit en français en 1988 et réédité en 2004 aux éditions Zoé, ou L'Heure bleue ou la Nuit des pirates (Piraten, 1991, trad. en français en 1993). Son roman Maurice mit Huhn, paru en allemand à Zurich en 2006 a obtenu le Prix Schiller en Allemagne et, traduit en français par Patricia Zurcher et publié sous le titre Maurice à la poule en 2009, a été récompensé en France par le prix Femina étranger. En 1995, le dictionnaire allemand de littérature Brockhaus a résumé le travail d'écriture de Zschokke en quelques mots : « Sur le mode comique et ironique, Zschokke remet en question la société, en transgressant toutes les normes et les limites formelles de la littérature narrative traditionnelle. »
« Zschokke nous tient en haleine avec presque rien… Il raconte avec tant d’obstination et de dissimulation que l’on pense tantôt à Beckett, tantôt à Robert Walser. » (Neue Zürcher Zeitung)
Matthias Zschokke a également participé à des réalisations pour le cinéma et la télévision en Allemagne.
Son fonds d'archives se trouve aux Archives littéraires suisses à Berne.

## Œuvre
- Max (1982)
- Elefanten können nicht in die Luft springen, weil sie zu dick sind – oder wollen sie nicht (1983)
- Prinz Hans (1984)
- Brut (1986)
- ErSieEs (1986)
- Die Alphabeten (1990)
- Piraten (1991)
- Der reiche Freund (1994)
- Der dicke Dichter (1995)
- Die Exzentrischen (1997)
- Das lose Glück (1999)
- Die Einladung (2000)
- Die singende Kommissarin (2001)
- Ein neuer Nachbar (2002)
- Raghadan (2005)
- Maurice mit Huhn (2006)
- Auf Reisen (2008)
- Lieber Niels (2011)
- Der Mann mit den zwei Augen (2012)
- Die strengen Frauen von Rosa Salva, Wallstein, Göttingen 2014,  (ISBN 978-3-8353-1511-2)
- Die Wolken waren groß und weiß und zogen da oben hin, Wallstein, Göttingen, 2016,  (ISBN 978-3-8353-1875-5)
- Ein Sommer mit Proust, Wallstein, Göttingen, 2017,  (ISBN 978-3-8353-3131-0)

## Œuvres traduites en français auxéditions Zoé
- Max, roman (2004, première édition 1988)
- L'Heure bleue ou la Nuit des pirates, théâtre (1993)
- Bonheur flottant, roman (2002)
- Berlin, l’éternel faubourg (2003)
- La Commissaire chantante, L’Ami riche, L’Invitation, théâtre (2009)
- Maurice à la poule, roman (2009) — prix Femina étranger
- Circulations, récits (2011)
- Courriers de Berlin (2014)
- L'Homme qui avait deux yeux (2015), Prix suisse de littérature 2013
- Trois saisons à Venise (2016)
- Quand les nuages poursuivent les corneilles (2018), 190 p.,  (ISBN 978-2-88927-600-4)[1],[2],[3],[4]
- Le Gros Poète (2021)  (ISBN 978-2-88927-944-9)

## Filmographie
Scénariste
- Edvige Scimitt (1985)
- Der wilde Mann (1988)
- Erhöhte Waldbrandgefahr (1996)

## Prix
- 1981 : prix Robert Walser pour son premier roman, Max
- 1986 : prix de la critique allemande pour son film Edvige Scimitt
- 1989 : élu meilleur jeune auteur de l’année La revue théâtrale allemande Theater heute
- 1992 : prix Gerhart-Hauptmann pour sa pièce Die Alphabeten
- 2006 : grand prix bernois de littérature pour l'ensemble de son œuvre
- 2006 : prix Schiller pour Maurice mit Huhn
- 2009 : prix Femina étranger pour Maurice à la poule
- 2012 : prix fédéral de littérature  pour Der Mann mit den zwei Augen.